# Pavetta lanceolata
Pavetta lanceolata là một loài thực vật có hoa trong họ Thiến thảo. Loài này được Eckl. mô tả khoa học đầu tiên năm 1830.

## Hình ảnh

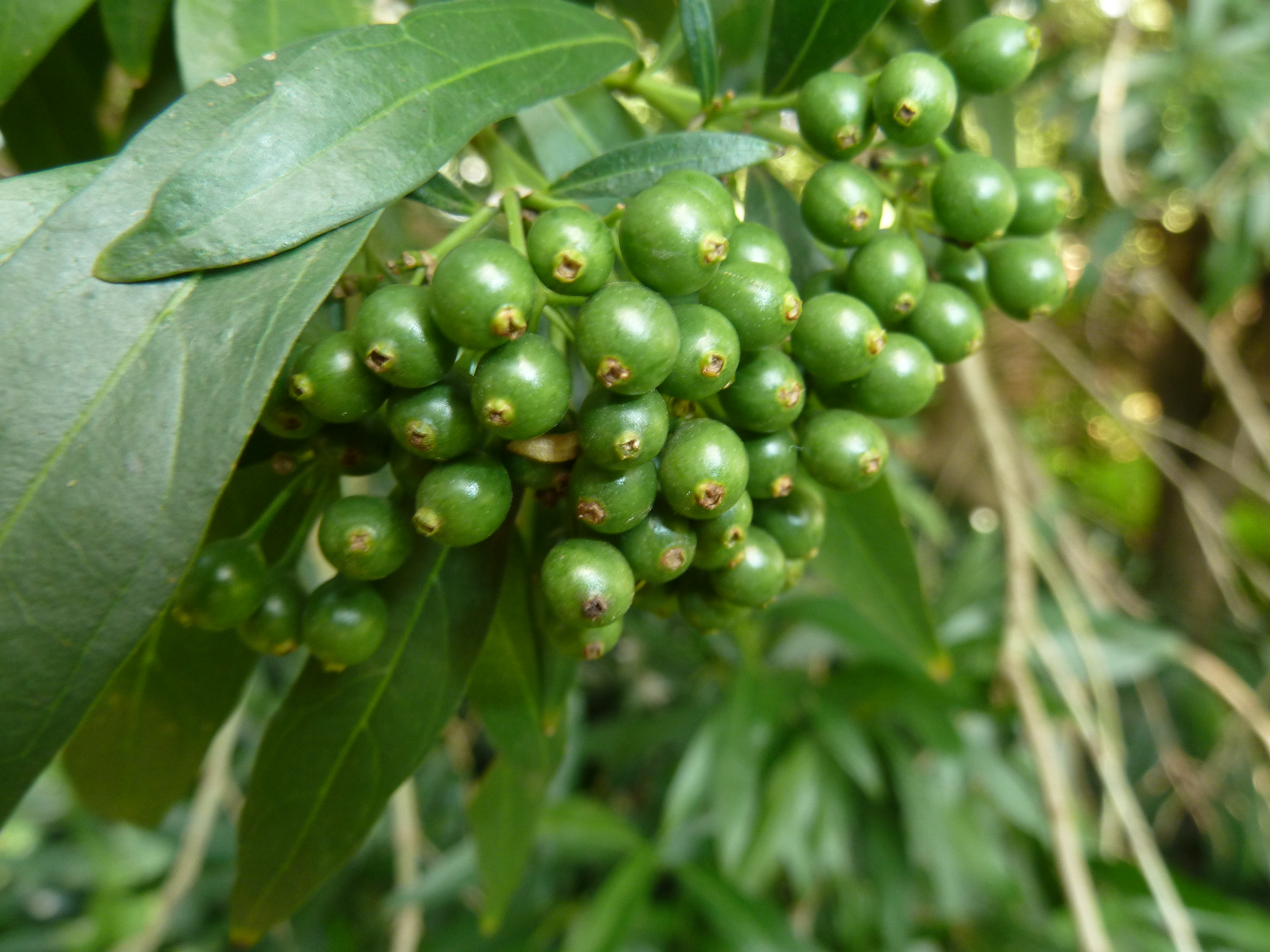